# Бибб (округ, Алабама)
Бибб (англ. Bibb County) — округ в штате Алабама, США. Население по переписи 2020 года — 22 293 человека. Площадь — 1622 км² (45-е место среди округов штата). Административный центр округа — Сентервилл.
Официально образован в 1818 году. Первоначально округ имел название Кахаба (благодаря одноимённой реке), в 1820 году переименован в Бибб в честь первого губернатора Алабамы Уильяма Уайатта Бибба.

## География
По данным Бюро переписи США, общая площадь округа равняется 1622 км², из которых 1612 км² составляет суша и 10 км² — водные объекты (0,62 %).
Расположен в центральной части штата. С севера на юг протекает река Кахаба, а её притоки Литтл-Кахаба, Сиксмайл-Крик и Шульц-Крик находятся в восточной и западной частях округа. Шоссе  — главная транспортная артерия округа (проходит с востока на запад). Аэропорт округа Бибб — единственный гражданский воздушно-транспортный узел в регионе.

### Климат
Для округа характерно долгое жаркое лето, что обусловлено переходом влажного тропического воздуха с простор Мексиканского залива. Зимы прохладные и довольно короткие. Осадки обильные в течение всего года, а длительные засухи редки. Сильные штормы, включая торнадо, характерны для данного региона.
| Показатель                    | Янв. | Фев. | Март | Апр. | Май | Июнь | Июль | Авг. | Сен. | Окт. | Нояб. | Дек. | Год  |
| ----------------------------- | ---- | ---- | ---- | ---- | --- | ---- | ---- | ---- | ---- | ---- | ----- | ---- | ---- |
| Абсолютный максимум, °C       | 20   | 21   | 25   | 28   | 32  | 36   | 37   | 37   | 37   | 29   | 23    | 20   | 29   |
| Средний суточный максимум, °C | 13   | 15   | 19   | 24   | 28  | 32   | 33   | 33   | 30   | 25   | 19    | 14   | 24   |
| Средняя температура, °C       | 7    | 9    | 13   | 17   | 21  | 25   | 27   | 26   | 24   | 18   | 12    | 8    | 17   |
| Средний суточный минимум, °C  | 1    | 2    | 6    | 10   | 14  | 19   | 20   | 20   | 17   | 10   | 5     | 1    | 10   |
| Абсолютный минимум, °C        | −6   | −4   | 1    | 7    | 11  | 16   | 18   | 18   | 14   | 5    | 1     | −4   | 6    |
| Норма осадков, мм             | 139  | 135  | 161  | 126  | 108 | 105  | 133  | 105  | 87   | 71   | 98    | 132  | 1401 |
| Источник: НЦЭИ                |      |      |      |      |     |      |      |      |      |      |       |      |      |

## История
Образован актом законодательного собрания территории Алабамы 7 февраля 1818 года. Первоначально округ имел название Кахаба (благодаря одноимённой реке), в 1820 году переименован в Бибб в честь первого губернатора Алабамы Уильяма Уайатта Бибба. Изначально территорию округа населяли племена криков, проживавшие на берегах Кахабы и её притоков. В 1815 году в регион начали переселяться неиндейские сквоттеры. Впоследствии Сентервилл стал административным центром округа.
Округ чрезвычайно богат рудой, углём, глиной и древесиной, поэтому в начале XIX века местные предприниматели основали несколько небольших железных кузниц в северных и северо-восточных районах округа. Печь Оксмур в Блоктоне стала первой в штате, производящей чугун. В 1850-х годах округ занимал третье место в штате по производству железа, что обусловило важность региона для Конфедерации во время Гражданской войны. В 1861 году основан Брайерфилдский металлургический завод, который через два года был выкуплен правительством Конфедерации для военных нужд; позднее был сожжён войсками армии США под командованием генерала Джеймса Уилсона. По окончании гражданской войны округ пережил значительные экономические и социальные потрясения. В 1865 году практически половину населения составляли бывшие рабы. Годы восстановления характеризовались ростом насилия в отношении чернокожих, ростом бедности и беззакония.
В конце XIX века регион пережил бум в деревообрабатывающей и угольной промышленности. Невыносимые условия труда в шахтах привлекли внимание защитников прав рабочих из Объединения шахтёров, которые возглавляли забастовки в 1894, 1904, 1908 и 1920 годах. Бедственное положение шахтёров привлекло внимание национального лидера лейбористов Юджина Дебса, который выступил на митинге в Блоктоне в 1896 году. 1898 год ознаменовался бурным экономическим ростом, связанным с возведением в юго-восточной части округа железной дороги Мобил—Огайо.
27 апреля 2011 года на юго-восток США обрушился мощный шторм, вызвавший многочисленные мощные торнадо. В Алабаме погибло более 250 человек, в том числе один человек в Бренте.

## Население
По переписи населения 2020 года в округе проживало 22 293 жителя. Плотность населения — 13,83 чел. на один квадратный километр. Расовый состав населения: белые — 73,75 %, чёрные или афроамериканцы — 19,69 %, испаноязычные или латиноамериканцы — 3,32 % и представители других рас — 3,24 %.

## Населённые пункты

### Города
- Брент
- Венс[англ.] (частично в округе Таскалуса)
- Вест-Блоктон[англ.]
- Вудсток[англ.] (частично в округе Таскалуса)
- Сентервилл

### Неинкорпорированные территории
Невключённые территории округа по данным сайта Геологической службы США.
| - Аберкромби - Академи Парк - Актив - Антиок - Ашби - Банкс - Белчерс - Бель Эллен - Бибб Милл - Биббвилл - Блоктон Джанк - Брирфилд - Вернонтаун - Вик - Вудсток Джанкшен | - Дафф Сетлемент - Джайлс - Джеймсвилл - Джонстаун - Ист-Сентервилл - Ист-Таун - Гарнси - Гарнси Намбер Ту - Гари Спрингс - Гаррисберг - Грей Хилл - Грин Понд - Гудсон - Ингейт - Италиан Таун | - Кокс - Колеанор - Литл-Хоуп - Лоули - Лоуритаун - Люсиль - Мак-Гротаун - Маккали - Маккали Крик - Марвел - Масена - Мерц - Мод - Моффат - Норт-Бибб | - Окли - Пайпер - Плезант-Хилл - Пондвилл - Примитив Ридж - Рандольф - Ред Игл - Ричтаун - Сеймур - Сиксмайл - Скотсвилл - Смит Хилл - Спенсер - Стюарт Сетлемент - Сулу | - Сэнд Маунтин - Табернакл - Такер - Томас Милл - Трио - Уэст-Сентервилл - Флэт Топ - Фэрдейл - Хармон - Хеброн - Чокто Хилс - Шотаун - Эддингс Таун - Эолайн - Эрхаркерc |

## Орган власти
Управляется специальной комиссией, подконтрольной законодательному собранию штата. Состоит из пяти представителей. Выборы проходят раз в четыре года.

### Президентские выборы
Бибб является оплотом Республиканской партии. По результатам электоральной кампании 2020 года жители округа отдали предпочтение Дональду Трампу.
| Год  | Республиканская | Республиканская | Демократическая | Демократическая | «Третья» | «Третья» |
| Год  | #               | %               | #               | %               | #        | %        |
| ---- | --------------- | --------------- | --------------- | --------------- | -------- | -------- |
| 2020 | 7525            | 78,43           | 1986            | 20,70           | 84       | 0,88     |
| 2016 | 6738            | 76,40           | 1874            | 21,25           | 207      | 2,35     |
| 2012 | 6132            | 72,83           | 2202            | 26,15           | 86       | 1,02     |
| 2008 | 6262            | 72,44           | 2299            | 26,60           | 83       | 0,96     |
| 2004 | 5472            | 72,00           | 2089            | 27,49           | 39       | 0,51     |
| 2000 | 4273            | 60,17           | 2710            | 38,16           | 118      | 1,66     |

## Экономика
В северной части округа расположен промышленный парк Скотта Дэвиса. Здесь зарегистрированы компаний Mollertech и Thyssenkrupp, а также логистический центр и завод по производству аккумуляторов для Mercedes-Benz. Наиболее крупными работодателями в округе являются система образования и Департамент исправительных учреждений Алабамы, в которых трудятся 422 и 250 человек соответственно.
В 2017 году округ насчитывал 205 фермерских хозяйств, специализирующихся преимущественно на разведении крупного рогатого скота. Наиболее распространённой сельскохозяйственной культурой являлась озимая пшеница.
В 2021 году средний годичный доход домохозяйства составлял 54 277 долл., что на 0,68 % выше среднего уровня по штату и на 22,15 % ниже среднего по стране. Доля домохозяйств с заработком более $100 тысяч — 17,9 %, а менее $15 тысяч — 15,3 %. Доля населения, находящегося за чертой бедности, — 16,9 %. По состоянию на март 2023 года, уровень безработицы в округе составил 2,3 %.

## Образование
Систему образования округа Бибб составляют: начальная школа Брента (PK-4), начальная школа Вест-Блоктона (Вест-Блоктон, PK-4), начальная школа Вудстока (Вудсток, PK-4), начальная школа Рандольфа (Рандольф, PK-6), средняя школа Вест-Блоктона (Вест-Блоктон, 5-8), средняя школа Сентервилла (Сентервилл, 5-8), старшая школа округа Бибб (Сентервилл, 9-12), старшая школа Вест-Блоктона (Вест-Блоктон, 9-12), академия округа Бибб (Вест-Блоктон, 9-12). В 2021/2022 учебном году в общеобразовательных учреждениях обучались 3076 учащихся, из которых белых — 69,9 %, афроамериканцев — 21,9 % и испаноязычных или латиноамериканцев — 6,1 %. Доля населения с высшим образованием — 11,9 %.

## Достопримечательности
- Брирфилд-Айрон-Уоркс[англ.][30][31]
- Национальный заповедник дикой природы реки Кахаба[англ.] – средой обитания для находящихся под угрозой исчезновения кахабского шайнера[англ.] и золотой змеешейки[англ.][30][32]
- Кок-Овенс-Парк — парк, в котором расположены руины 467 печей, которые могли производить 600 тонн кокса в день[30][33]

## Известные уроженцы
- Мюрра Пендлтон (1826–1865) – 10-й губернатор Техаса (1863–1865)[34]